# Comportamentismo
O Comportamentismo é uma disciplina da Ciência Política, surgida nos Estados Unidos na década de 20 do século XX, que representa uma brusca ruptura com a ciência política tradicional, tanto pelo objeto como pelos métodos e técnicas. Propõe-se que os objetos de estudo deixem de ser as instituições políticas e os mecanismos jurídico-formais que regulam a vida humana, e passem a ser o homem como ator político, suas motivações, anseios, sua personalidade e atividade política. O método, por sua vez, deixaria de ser especulativo e filosófico, para ser, em seu entendimento, rigorosamente científico: mensurável e quantificável.

## Origens
Em primeiro lugar, deve-se observar que havia um certo ambiente favorável ao surgimento da ciência política comportamental, por vários fatores. Um deles foi a forte influência de Charles Merriam, famoso pelo seu grande interesse na pesquisa política, que era diretor do Departamento de Ciência Política da Universidade de Chicago, tendo participado ativamente do Comitê de Pesquisa Política da Associação Americana de Ciência Política, além de ser o primeiro presidente do Conselho de Pesquisa em Ciência Social.
Outro fator importante é a chegada, na década de 1930, de muitos sociólogos e psicólogos europeus aos Estados Unidos, herdeiros de Max Weber, Sigmund Freud, Vilfredo Pareto e Émile Durkheim, abrindo caminho para que a ciência política possa enxergar as vantagens de se utilizar métodos da antropologia, sociologia, economia e psicologia.
Também é de notar o contato crescente de cientistas sociais com a máquina governamental: participando de forma mais ativa do exercício do governo (direta ou indiretamente), tem-se uma visão privilegiada da instituição, o que faz com que se pense os problemas políticos sob uma nova perspectiva.
Os comportamentistas rompem, além disso, com as disciplinas mais correntes dentro da ciência política: o direito, a filosofia e a história. Com o direito, pelo reconhecimento de que este pode fornecer apenas uma visão superficial do comportamento político, já que a norma jurídica prevê apenas uma parte muito pequena do comportamento humano. Com a filosofia, por se tratar de disciplina abstrata, especulativa e dedutiva, o que significa, em sua visão, disciplina não-científica. Por último, com a história, pela necessidade de se pesquisar objetos contemporâneos e pela tendência desta disciplina em analisar as peculiaridades de cada acontecimento, destacá-los dos demais, enquanto que o comportamentista procura certa uniformidade entre os acontecimentos, enxergando o que os fatos têm em comum, até para se conseguir alcançar outro valor de suma importância dentro do comportamentismo: a habilidade de se fazer previsões.

## Princípios fundamentais
Uma das maiores preocupações da corrente comportamentista é transformar o estudo da política em um estudo rigorosamente científico. Para isso, utilizar-se-á o método científico presente nas ciências naturais, que mensura, quantifica, e apresenta resultados, análises e previsões. Isto significa, em primeiro lugar, observação de fatos: o pesquisador deve elaborar entrevistas, debates, pesquisas de opinião, mesas redondas, enfim: deve coletar dados e com base neles desenvolver sua análise, ao invés de especular ou deduzir teorias. Vale lembrar que, ao coletar esses dados, o pesquisador faz uso de técnicas que, a princípio, não são técnicas da ciência política (pelo menos não de sua corrente mais tradicional), e este é outro valor dentro do comportamentismo: a interdisciplinaridade, ou seja, o apropriamento de todas as ferramentas que possam ser úteis na pesquisa científica, oriundas de quaisquer disciplinas.
Após a observação, vem a quantificação: o pesquisador submete seus dados coletados a métodos estatísticos, podendo verificar médias, correlações e tendências, entre outros.
Com isto, pode-se desenvolver uma teoria, teoria esta que será submetida à verificação: se provada falsa, será aperfeiçoada ou descartada, mas caso se prove verdadeira, servirá como base para estudos posteriores e para a conseqüente formulação de uma lei geral da política.
Outro princípio extremamente importante é a neutralidade: pretendia-se uma pesquisa totalmente desprovida de juízos de valor. Não resulta daí ser impossível exprimir juízos de valor, mas a verdade e a falsidade dos valores políticos não fazem parte da pesquisa. Este foi um dos pontos mais questionados pelos críticos do comportamentismo, e a razão será abordada logo a seguir.

## Críticas
É bem verdade que a maioria das críticas feitas ao comportamentismo eram fruto da ignorância: muitos desconheciam os conceitos provenientes de outras disciplinas e criticavam exatamente por não compreendê-la. Entretanto, há algumas ponderações pertinentes.
Como já dito, o método científico era um dos principais norteadores desta corrente; com isso, é natural que tenham sido feitas inúmeras contribuições importantes nas áreas de comportamento eleitoral, participação e personalidade política. Entretanto, Easton chama de "hiperfatualismo": inúmeras pesquisas minuciosas sobre temas restritos, fragmentados, e por vezes até irrelevantes, tornando a pesquisa um fim em si mesma. Realiza-se uma tentativa de ciência pura que acaba não tendo objetivos claros, como se se construísse um grande banco de dados sobre um assunto que ainda não foi definido, sendo necessárias contrubuições de todos os assuntos possíveis. Além disso, esta ênfase no método empírico não deixaria espaço para a intuição e imaginação na análise política, que é o que possibilita, segundo C. Wright Mills, distinguir o sociólogo de um simples técnico. Outros enfatizam ainda que as ciências humanas são mais complexas do que as ciências naturais, e portanto não cabe aplicar o método de uma na análise de outra. Por outro lado, a dicotomia entre o natural e o social, bem como o físico e o metafísico tem sido alvo de severas críticas dos defensores do modelo convêncional de ciência. Argumenta-se já dentro da perspectiva comportamentalista original que o ser humano não existe ontologicamente como automato independente das leis da natureza ou além delas, e que uma verdadeira ciência deve relevar como base, não os pressupostos de um corpo teórico, mas os resultados ditos "irrelevantes" obtidos com a pesquisa básica, sendo tal conhecimento uma descrição objetiva do fenomêno em si, e não um testemunho subjetivo de um pensador em específico.
Outro alvo de pesadas críticas é o que chamam de "mito da ciência pura e neutra". Este refere-se ao entendimento que toda e qualquer observação de fatos não é desprovida de valores, e a própria escolha do objeto de pesquisa depende de preferências pessoais do pesquisador. Algumas correntes da epistemologia discutem com mais profundidade essa suposta ilusão de neutralidade científica, mas basta aqui ressaltar que pesquisas científicas são financiadas por pessoas ou instituições com interesses políticos, e que, querendo ou não, existe uma função social da ciência. Entretanto a epistemólogos mais ojetivistas argumentam que a função do método é exatamente a de isolar o efeito de tais variáveis dos resultados da pesquisa básica, e que tal julgamento moral ou interesse ideológico nortearia apenas os objetivos de uma pesquisa aplicada subsequente, tal perscpectiva não extingue a teoria e o valor mercadológico da pesquisa aplicada mas destitui das mesmas a autoridade cientificamente conclusiva.
Além disso, pensadores comportamentistas foram duramente criticados por sua incoerência ideológica: de um lado, alegando neutralidade, recusavam-se a tomar posição a respeito do conflito democracia versus comunismo, muito em pauta na década de 50 (década que presenciou o auge da ciência política comportamental); por outro, aceitaram sem pestanejar o modelo democrático norte-americano.

## Herança
A ciência política comportamental perdeu força a partir da década de 60, mas suas heranças estão presentes até os dias de hoje: muitos dentro da ciência política ainda reconhecem a força do método científico, e o enxergam como sinônimo de único conhecimento válido, refutando outros métodos e técnicas. Existe no momento um debate crescente a este respeito dentro da comunidade acadêmica, em que se fala da quebra deste paradigma, para dar lugar a um novo paradigma ainda incerto e desconhecido.
Não se pode esquecer, contudo, que o comportamentismo foi o responsável por emprestar rigor à pesquisa e por mudar o foco de análise dentro da ciência política, inovações certamente notáveis. Com isso, verifica-se na maioria das vezes que a perspectiva comportamentista é hoje empregada como complemento ou complementar de perspectivas histórica e jurídica, por exemplo. Pode-se dizer que se busca, atualmente, um meio termo entre matemática e intuição.